# 利梅拉 (多尔多涅省)
利梅拉（法語：Limeyrat，法語發音：[limeʁa]）是法国多尔多涅省的一个市镇，属于萨拉拉卡内达区。

## 地理
利梅拉（45°9'38"N, 0°58'51"E）面积19.72 平方千米，位于法国新阿基坦大区多爾多涅省，该省份为法国西南部内陆省份，是法國本土面积第三大的省，大致对应佩里戈尔地区，北起顺时针与夏朗德省、上维埃纳省、科雷兹省、洛特省、洛特-加龙省、吉倫特省和滨海夏朗德省接壤。
与利梅拉接壤的市镇（或旧市镇、城区）包括：布鲁绍、阿雅、福斯马涅、蒙塔尼亚克-多布罗什、巴西亚克和欧布罗什。

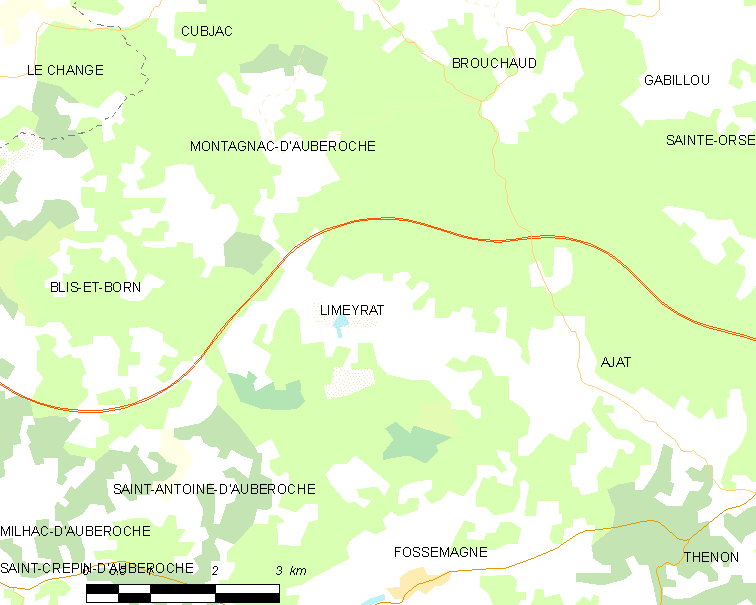
的OSM定位图

利梅拉的时区为UTC+01:00、UTC+02:00（夏令时）。

## 行政
利梅拉的邮政编码为24210，INSEE市镇编码为24241。

## 政治
利梅拉所属的省级选区为上黑色佩里戈尔县。

## 人口

1962-2008年间人口变化图示

利梅拉于2022年1月1日时的人口数量为430人。